# Kibenga (periodiskt vattendrag i Burundi, Kayanza)
Kibenga är ett periodiskt vattendrag i Burundi.   Det ligger i provinsen Kayanza, i den nordvästra delen av landet, 50 kilometer norr om huvudstaden Bujumbura.
Omgivningarna runt Kibenga är en mosaik av jordbruksmark och naturlig växtlighet. Runt Kibenga är det tätbefolkat, med 459 invånare per kvadratkilometer.